# دون بيرس (لاعب كريكت)
دون بيرس (بالإنجليزية: Don Pearce)‏ (21 فبراير 1941 في أستراليا - 13 فبراير 1999 في أستراليا) هو لاعب كريكت أسترالي. لعب مع فريق تسمانيا للكريكت.

## وصلات خارجية
- دون بيرس على موقع إي آس بي آن كريك إنفو (الإنجليزية)